# NGC 4842A
NGC 4842A (другие обозначения — NGC 4842-1, MCG 5-31-30, ZWG 160.46, DRCG 27-30, PGC 44337) — эллиптическая галактика (E) в созвездии Волосы Вероники.
Этот объект входит в число перечисленных в оригинальной редакции «Нового общего каталога».